# Nature morte aux asperges

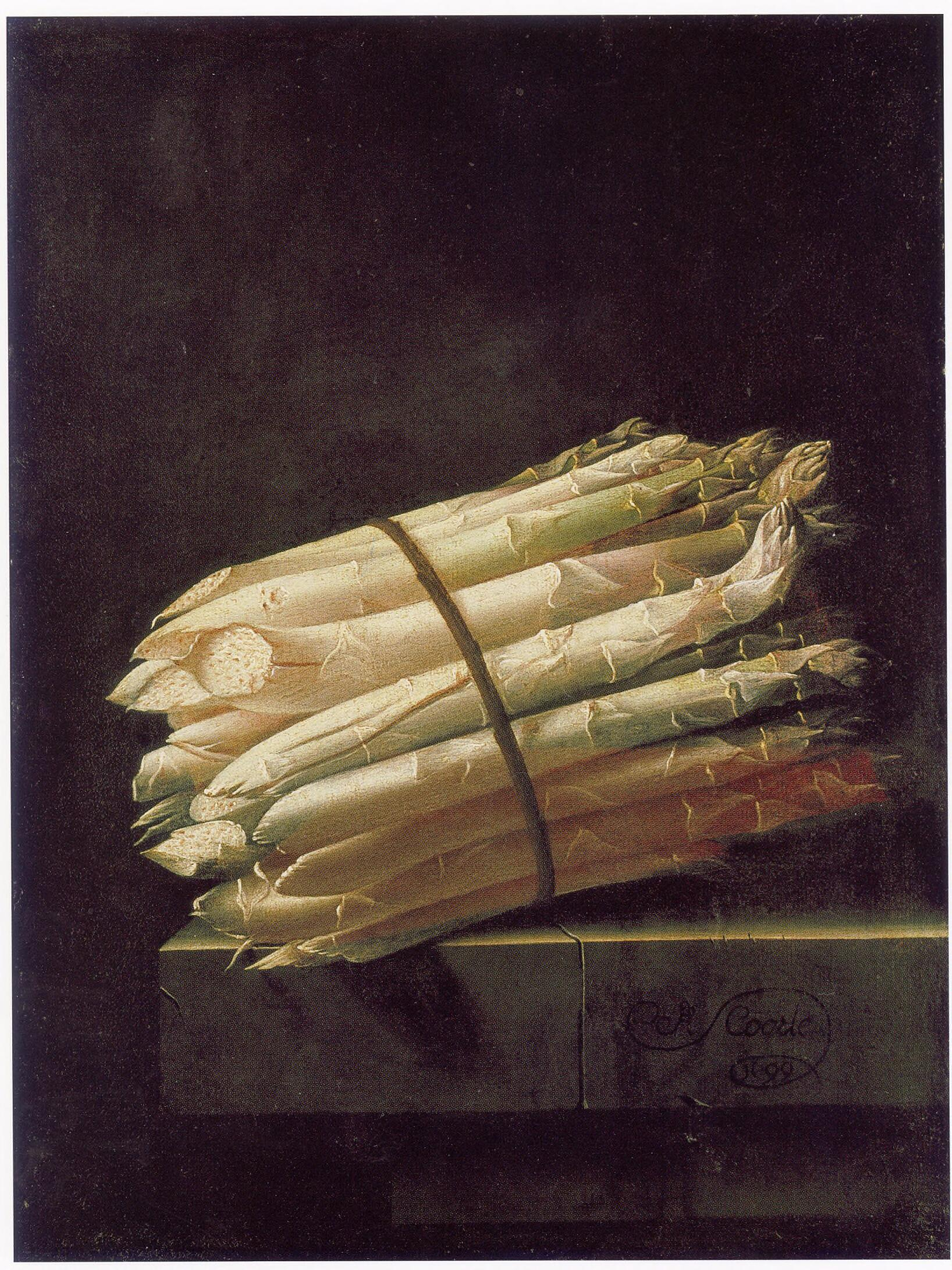
Tableau conservé à l'Ashmolean Museum.

Nature morte aux asperges est une peinture à l'huile sur papier collé sur bois, signée et datée de 1697, de l'artiste peintre hollandais Adriaen Coorte, conservée au Rijksmuseum Amsterdam.

## Analyse
Adriaen Coorte pousse dans ce tableau plus avant son goût pour la sobriété et la simplicité. La composition est réduite à un simple fond neutre et à l'angle d'un rebord de pierre. Il abandonne les motifs de fruits ou de vaisselle dont il est coutumier pour ne retenir que celui de la simple botte d'asperges.
La botte d'asperge présente la spécificité d'être un pluriel dont on fait un singulier, un multiple resserré en un tout. Si les trois mêmes nuances de blanc, de pourpre et de vert caractérisent chacune des asperges, leur disposition varie légèrement, ce qui permet de lier tout autant qu'individualiser chacun des légumes.
Adrain Coorte réalise un tableau sur le même thème et presque identique deux ans plus tard, aujourd'hui conservé à l'Ashmolean Museum d'Oxford.

## Contexte
Les asperges n'ont cessé de fasciner de nombreux peintre des écoles du Nord : le peintre Willem Beurs (1656-vers 1700) estime les asperges faciles à peindre, tout en soulignant l'emploi délicat des couleurs pour en restituer le motif de manière convaincante. 

## Exposition
Cette peinture est exposée dans le cadre de l'exposition Les Choses. Une histoire de la nature morte au musée du Louvre du 12 octobre 2022 au 23 janvier 2023, parmi les œuvres de l'espace nommé « La vie simple ».